# Renom
Els renoms són noms no oficials que no ha inventat ni l'interessat ni la seva família, per motius afectuosos. N'hi ha de dos tipus: el nom de casa o sobrenom i el malnom, mot, o motiu.